# Владо Горески
Владо Горески  (мак. Владо Ѓорески; 21 квітня 1958, Битола, Югославія) — македонський художник,сценограф.

## Біографія
Владо Горескі народився 21 квітня 1958 року в Битолі Битола, Югославія.
Навчався в Академії образотворчих мистецтв у Любляна, Словенія.
Він є директором Міжнародної графічної події — Міжнародного графічного триєнале — Битоля.
Він організував художні виставки відомих художників з багатьох країн.
Він також працює в декількох театрах і як сценограф.
Він брав участь у понад сотні виставок по всьому світу. Найбільші з них у таких країнах як Словенія, Хорватія, Франція, Англія, Італія, Мексика,Польща, Biennial of miniature graphics, Росія, Японія, Молдова,Угорщина, Австралія, Туреччина, Бразилія, Аргентина, Сербія, Вірменія, Румунія.

## Нагороди
Він отримав понад двадцять національних та міжнародних нагород за свої досягнення в галузі мистецтва:нагороди за сценографію,Премія Міжнародної бієнале сучасного графічного мистецтва, Молдова,Премія на Бухарест Міжнародної бієнале графіки в Румунії.

### Театральний декор,сценографія

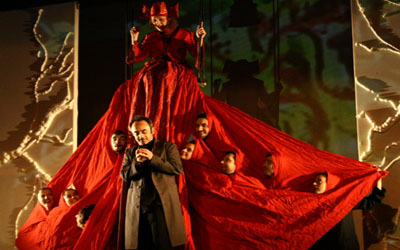
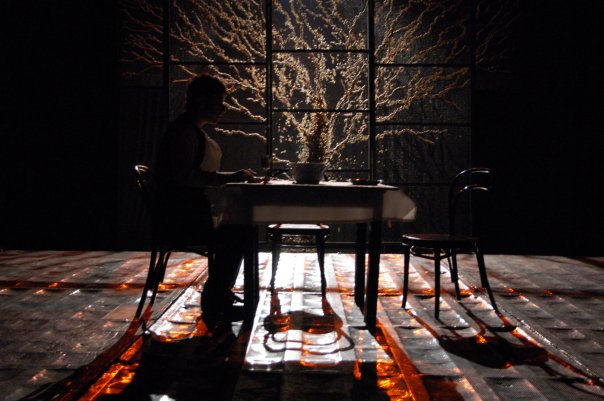
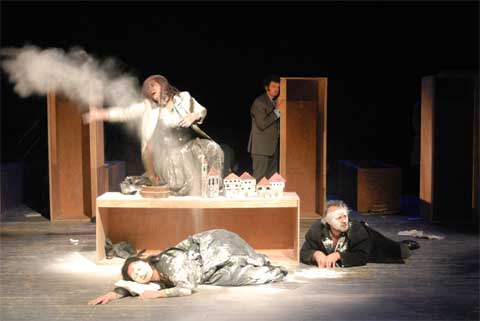
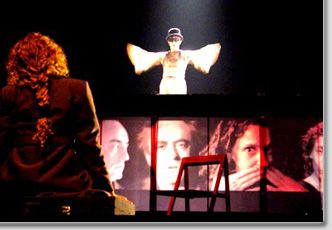
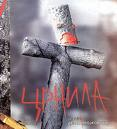

## Галерея

### Живопис,графіка

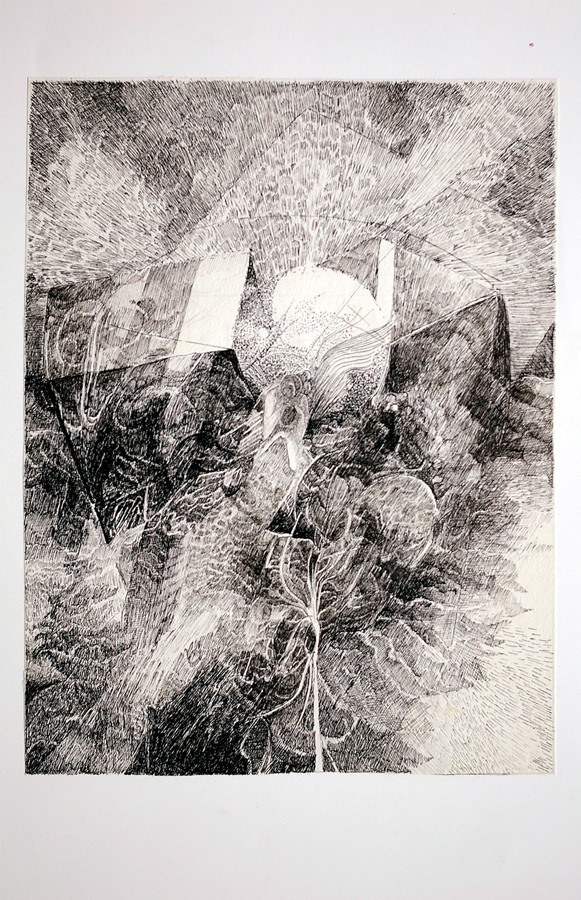
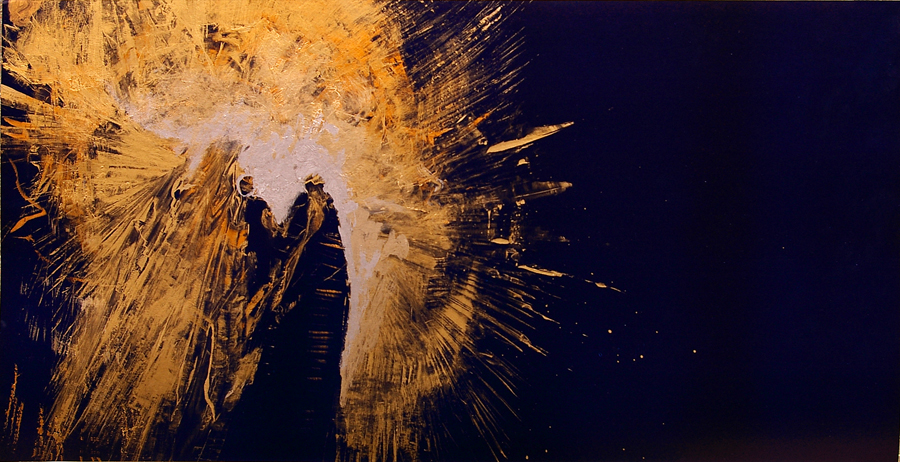
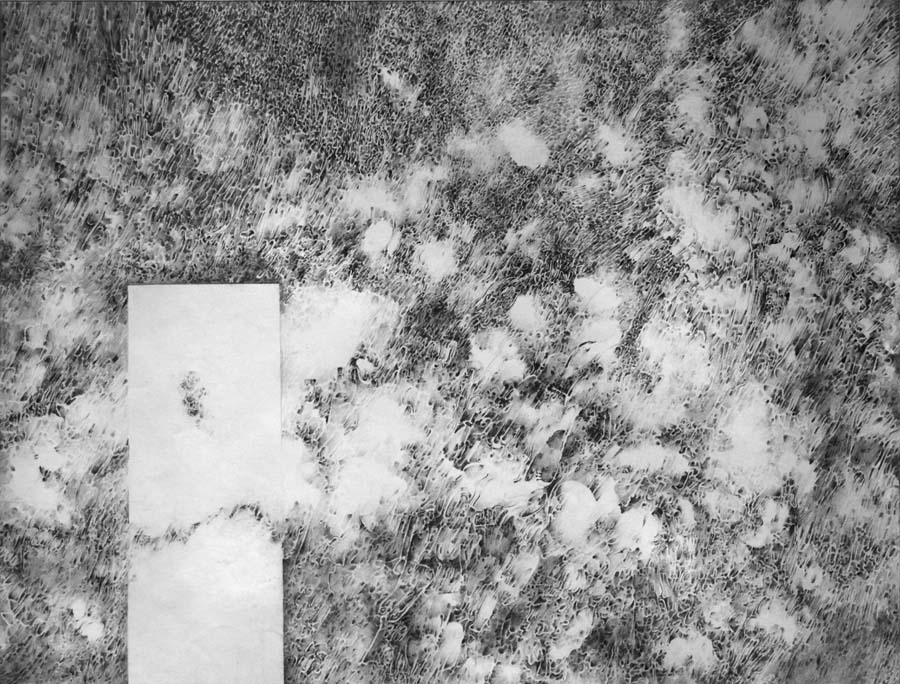

- Файл:„Левијатан“, литографија, 2017.jpg